# Papp-Váry Elemérné Sziklay Szeréna

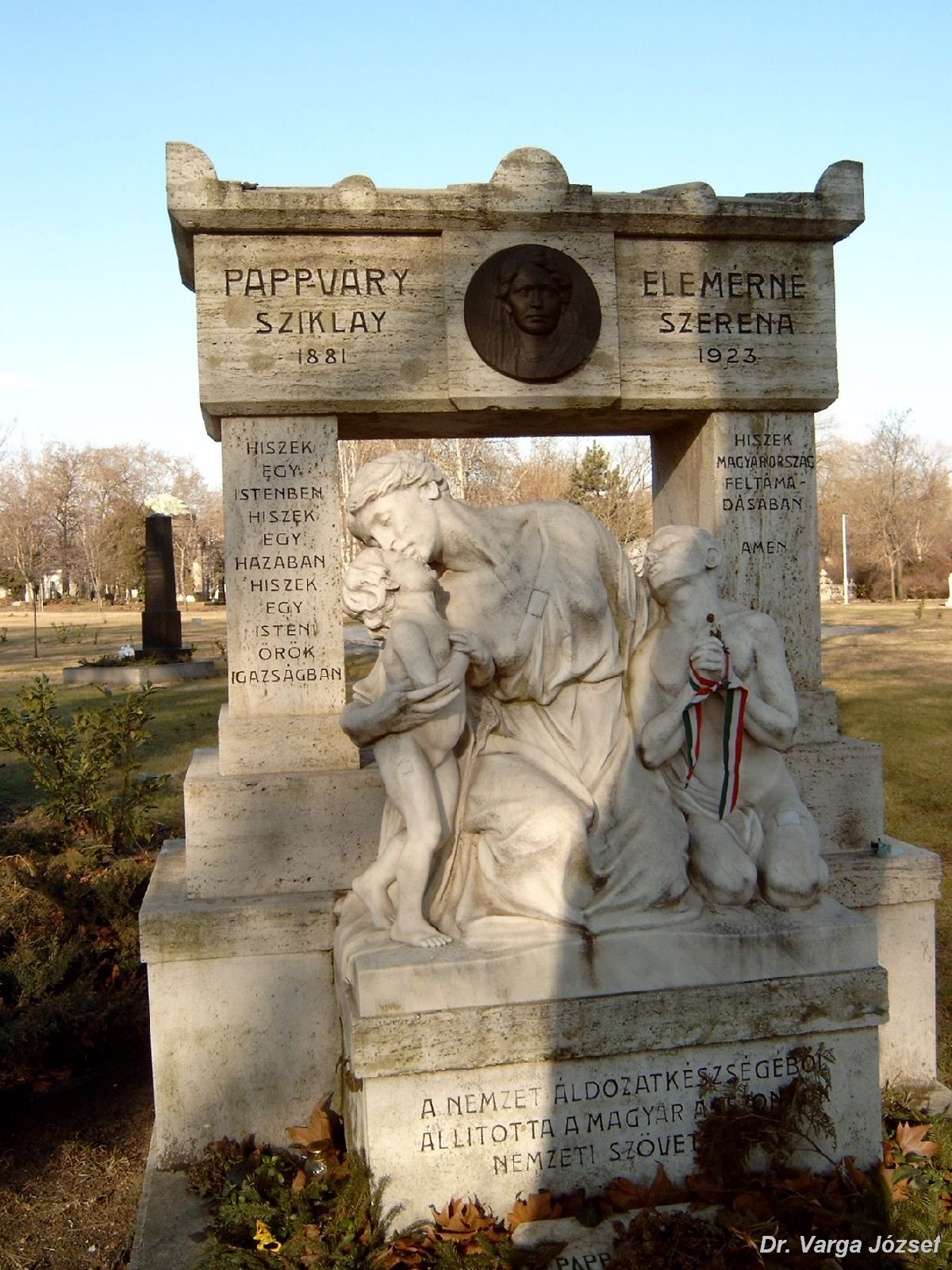
Sírja. Horvay János alkotása

Papp-Váry Elemérné, Sziklay Szeréna Hedvig Mária (Jánok, 1881. április 18. – Budapest, Ferencváros, 1923. november 15.) magyar költőnő, Papp-Váry Elemér (1870–1925) tábornok felesége. A Magyar Hiszekegy költőnője volt.

## Élete
A Gömör vármegyei nemesi származású Sziklay család sarja. Apja, ifj. Sziklay Ede (1850–1929), Gömör vármegye főispánja, országgyűlési képviselő, anyja, egerfarmosi és brezovai Brezovay Klára (1859–1938) volt. Apai nagyszülei, idősebb Sziklay Ede (1812-1900), táblabíró, 1848–49-ben Gömör vármegye tiszti főügyésze, majd főszolgabíró, és martonházai Marton Matild (1825-1858) voltak. Anyai nagyszülei, egerfarmosi és brezovai Brezovay Pál (1806–1860) és bernáthfalvi Bernáth Judit (1813–1882) voltak. Leánytestvérét, Sziklay Klárát (1881–1969), hidasnémeti Ferdinandy Gyula (1873–1960), jogász, miniszter, vette feleségül.
Sziklay Szeréna a Rozsnyói Leánynevelő Intézet növendéke volt. Több verseskötete is megjelent az első világháború idején. Mikor az Urmánczy Nándor által vezetett Védő Ligák Szövetsége pályázatot hirdetett egy ima, fohász, vagy jelmondat megfogalmazására, mely „a revans eszméjének ébrentartására” alkalmas volt, Sziklay Szeréna háromsoros fohászt küldött be, mellyel elnyerte a pályadíjat. Ez elsősorban radikális jobboldali körökben keltett érdeklődést a költőnő személye iránt, a Gömbös Gyula szerkesztésében megjelenő MOVE című lap 1920. október 10-én hosszú interjút közölt vele. Később háromsoros fohászát – mely „nemzeti ima” volt a Horthy-korszakban – tizenötszakaszos verssé bővítette, mely Hitvallás címen jelent meg. Művét Szabados Béla zenésítette meg. Síremléke a Kerepesi temetőben áll (28-díszsor-37).

## Házassága és gyermekei
Férje, a Hajdú vármegyei nemesi származású kömörői Papp-Váry Elemér vezérőrnagy (1870–1925) volt, akinek a szülei kömörői Papp-Váry Gyula, kúriai bíró, és Nick Jozefa voltak. Papp-Váry Elemér és Sziklay Szeréna házasságából született:
- kömörői Papp-Váry András (1910–1977). Neje rákosi Boros Erzsébet (1912–1996)[9]
- kömörői Papp-Váry Judit. Férje, Melegh Gyula
- kömörői Papp-Váry Piroska (1901–1917)[10]
- kömörői Papp-Váry Zsuzsanna. Férje, Szinyei Béla

## Könyvei
- Háborús visszhangok 1915 (Budapest: Universum Ny., 1915)
- Mikor vihar dühöng… (versek, Budapest: Budapesti Hírlap Ny.)